# 吉冨朝子
吉冨 朝子（よしとみ あさこ、1965年1月 - ）は、日本の言語学者。専門は、応用言語学・第二言語習得論。学位は、応用言語学博士（Ph.D.)。東京外国語大学総合国際学研究院（言語文化部門・言語研究系）教授。応用言語学博士（Ph.D.)。

## 学歴
- 1987年3月　上智大学外国語学部卒業
- 1989年3月　上智大学大学院外国語学研究科言語学専攻修士課程修了
- 1993年9月　上智大学大学院外国語学研究科言語学専攻博士課程単位取得退学
- 1994年3月　カリフォルニア大学ロサンゼルス校（UCLA）大学院応用言語学専攻博士課程修了

## 職歴
- 1991年9月　カリフォルニア大学ロサンゼルス校（UCLA）東アジア言語文化学部助手
- 1992年9月　慶應義塾大学環境情報学部非常勤講師
- 1994年4月　東京外国語大学外国語学部非常勤講師
- 1995年4月　東京外国語大学外国語学部専任講師
- 2004年4月　東京外国語大学外国語学部助教授
- 2009年4月　東京外国語大学総合国際学研究院教授

## 著書
- 「O-LEX和英辞典」（共著，編集主幹：野村恵造），旺文社．2008年
- 「O-LEX英和辞典」（共著，編者：花本金吾，野村恵造，林龍次郎）旺文社．2008年
- 「NHKラジオ高校講座：オーラルコミュニケーションA（改定新版）」,日本放送出版協会,(共著者：由井ロバート)　2003年